# Heilig-Hartkerk (Sint-Niklaas)
De Heilig-Hartkerk, ook wel Paterskerk genoemd, is een voormalige katholieke kloosterkerk in de Belgische stad Sint-Niklaas, waaraan een parochiegemeenschap was verbonden. Sinds de ontwijding is het een gemeenschapscentrum.

## Geschiedenis

### Voorgeschiedenis en kerk
De minderbroeders waren in Sint-Niklaas oorspronkelijk gevestigd in het Sint-Jozef-Klein-Seminarie. De Franse Revolutie zorgde er echter voor dat zij moesten vertrekken. Na de Eerste Wereldoorlog keren zij terug. Zij kregen in de jaren twintig toestemming om aan de toenmalige standsrand een klooster en kerk te bouwen. De bouwplaats was een voormalige begraafplaats. Het gebouw, van de hand van Gustave Volckaert, werd deel van de nieuwe Elisabethwijk, een stadswijk die in het interbellum werd opgetrokken. De eerste steen werd gelegd in 1926. De eerste mis vond plaats op 27 maart 1927. Bisschop Honoré Jozef Coppieters wijdt de kerk en het klooster in.
In 1961 wordt er een zelfstandige parochie opgericht met de Heilig-Hartkerk als parochiekerk.

### Gemeenschapscentrum
In 2014 werd de kerk ontwijd en aangekocht door de stad. Vijf jaar later, in 2019, begon een grootscheepse renovatie om het gebouw te transformeren tot een gemeenschapscentrum. Zo werd onder andere het dak vernieuwd, zijn zonnepanelen geplaatst en is de isolatie van het gebouw verbeterd. Verder kreeg het gebouw verschillende nieuwe ruimtes door er een "box" in te plaatsen. Dit is het ontwerp van architect Stéphane Beel. Het bijhorende klooster en de sacristie werden gesloopt. In plaats daarvan wordt er een publieke tuin aangelegd, eveneens als woonruimte. In totaal kost de renovatie 3,5 miljoen euro.
Op 5 februari 2021 werd het gemeenschapscentrum geopend in het bijzijn van Vlaams minister van Stedenbeleid Bart Somers en Vlaams minister van Onroerend Erfgoed Matthias Diependaele.
Christus Koningkerk · 
Don Boscokerk · 
Heilige Familiekerk · 
Heilige Pastoor van Arskerk · 
Onze-Lieve-Vrouw-ten-Boskerk · 
Onze-Lieve-Vrouw-van-Bijstand-der-Christenenkerk · 
Sint-Andreas- en Ghislenuskerk · 
Sint-Antoniuskerk · 

Sint-Catharinakerk · 
Sint-Jan-de-Doperkerk · 
Sint-Jobkerk · 
Sint-Jozefskerk · 
Sint-Nicolaaskerk
Voormalige kerken:
Heilig-Hartkerk · 
Sint-Franciscuskerk